# Henri Morier
Pour les articles homonymes, voir Morier.
Henri Morier, né le 23 mai 1910 à Genève et décédé le 20 décembre 2004 à Ambilly, fut un professeur universitaire suisse, notamment d'histoire de la langue française à l'université de Genève, fondateur du Centre de Poétique et membre du Conseil international de la langue française.

## Œuvres
Il est l'auteur d'ouvrages sur la poésie française et la rhétorique.
- Le rythme du vers libre symboliste étudié chez Verhaeren, Henri de Régnier, Vielé-Griffin, et ses rapports avec le sens, Genève, Presses académiques, 1943-1944 (3 volumes). Couronné par l'Académie française (Prix Bordin 1946). Réimpression en un volume : Genève, Slatkine, 1977.
- La psychologie des styles, Genève, Georg, 1959. Couronné par l'Académie française (Prix de la langue française 1959).
- Dictionnaire de poétique et de rhétorique ; PUF, 1961 ; 5e édition revue et augmentée en 1998. Couronné par l'Académie française (Prix Saintour 1962). Ouvrage publié avec l'aide du Fonds suisse de la recherche scientifique[1].

Ce dernier ouvrage est le plus important sur le sujet depuis le traité sur les tropes de Pierre Fontanier (1818) :
« Nous nous sommes dit qu'il fallait risquer une fois de l'entreprendre. S'il est imparfait, qu'importe ! D'autres viendront et le corrigeront et qui l'amenderont. Les seules rhétoriques disponibles aujourd'hui sont, à notre connaissance, ou terriblement démodées, ou redoutablement primaires. Les pires erreurs se transmettent de manuel en manuel...[...] On ne voit que des traités de versification sommaires et des ouvrages de stylistique, où les termes techniques sont dispersés, introuvables. Enfin, bien des effets littéraires ou poétiques, et les plus subtils, ont passé à travers les mailles du filet... » (extrait de la préface de 1961).